# Tele2 Arena
A Tele2 Arena é uma arena multi-uso localizada na cidade de Estocolmo, na Suécia, que originalmente suportava 5.000 pessoas, mas que após a expansão possui uma capacidade superior a 33.000 pessoas.
Em 2010, a prefeitura de Estocolmo interditou a arena original e divulgou que realizaria obras no local, planejado para sediar principalmente eventos esportivos, como futebol, mas que também será capaz de receber apresentações musicais. O custo total está avaliado em mais de 290 milhões de euros.